# 乌克兰驻广州总领事馆
乌克兰驻广州总领事馆（羅馬化：Heneralne konsulstvo Ukrainy v Huanchzhou）设立于中国广州市，是乌克兰在中国设立的第二个总领事馆。

## 历史沿革
2011年6月，中国国家主席胡锦涛对乌克兰进行国事访问。访问期间，乌克兰外交部长格里先科与中国外交部长杨洁篪在基辅就乌克兰在广州设立总领事馆签署协议。2012年5月30日设馆。
在此之前，乌克兰已在上海开设了总领事馆。

## 领区
领区包括广东省、广西壮族自治区、海南省、湖南省和贵州省。

## 历任总领事
- 维克托·阿纳托利耶维奇·别列佐夫斯基（烏克蘭語：Березовський Віктор Анатолійович）：2012年-2015年，代理总领事
- 马克西姆·鲍里索维奇·涅梅里亚（Максим Борисович Немиря）：2015年至2019年，代理总领事
- 德米特里·谢尔盖耶维奇·卡姆科夫（烏克蘭語：Камков Дмитро Сергійович）：2019年12月-2022年，代理总领事
- 谢尔盖·格奥尔基耶维奇·卡普佐（烏克蘭語：Капузо Сергій Георгійович）：2022年4月至今[4]